# Liste der Gemarkungen in Heilbronn
Die Liste der Gemarkungen in Heilbronn umfasst die aktuellen Gemarkungen im baden-württembergischen Stadtkreis Heilbronn nach den Angaben des Landesamtes für Geoinformation und Landentwicklung.
| Nr.    | Gemarkung   | AGS      | Gemeinde  | Fläche ha | Bevölkerung Zensus 2011-05-09 | WGS84                      |
| ------ | ----------- | -------- | --------- | --------- | ----------------------------- | -------------------------- |
| 080910 | Heilbronn   | 08121000 | Heilbronn | 5003,13   | 74887                         | 49° 8′ 39″ N, 9° 13′ 16″ O |
| 080911 | Biberach    | 08121000 | Heilbronn | 1054,6    | 4942                          | 49° 11′ 43″ N, 9° 8′ 14″ O |
| 080912 | Böckingen   | 08121000 | Heilbronn | 1400,39   | 22951                         | 49° 7′ 58″ N, 9° 10′ 14″ O |
| 080913 | Frankenbach | 08121000 | Heilbronn | 890,08    | 5585                          | 49° 9′ 44″ N, 9° 9′ 24″ O  |
| 080914 | Horkheim    | 08121000 | Heilbronn | 485,44    | 3951                          | 49° 6′ 24″ N, 9° 9′ 56″ O  |
| 080915 | Kirchhausen | 08121000 | Heilbronn | 1146,38   | 3725                          | 49° 11′ 5″ N, 9° 5′ 50″ O  |